# Ayoreo jezik
Ayoreo jezik (ayoré, moro, morotoco, pyeta yovai; ISO 639-3: ayo), jezik porodice zamuco kojim govori preko 3 000 ljudi istoimenog plemena Ayoreo u južnoameričkoj regiji Gran Chaca u Paragvaju i Boliviji.
Najzastupljeniji je u Paragvaju, 2 300 govornika (2007 Perik) u departmanima Chaco i Alto Paraguay. U Boliviji 770 govornika (Adelaar 2000) od 856 (Adelaar 2000) etničkih Ayorea u departmanu Santa Cruz.
U Paragvaju se naziva Morotoco, a u Boliviji ayoreo. Dijalekt: tsiracua; pismo: latinica.

## Vanjske poveznice
- Ethnologue (14th)
- Ethnologue (15th)